# Hampden (Wisconsin)
Hampden es un pueblo ubicado en el condado de Columbia en el estado estadounidense de Wisconsin. En el Censo de 2010 tenía una población de 574 habitantes y una densidad poblacional de 6,22 personas por km².

## Geografía
Hampden se encuentra ubicado en las coordenadas 43°19′54″N 89°10′38″O / 43.33167, -89.17722. Según la Oficina del Censo de los Estados Unidos, Hampden tiene una superficie total de 92.33 km², de la cual 92.12 km² corresponden a tierra firme y (0.23%) 0.21 km² es agua.

## Demografía
Según el censo de 2010, había 574 personas residiendo en Hampden. La densidad de población era de 6,22 hab./km². De los 574 habitantes, Hampden estaba compuesto por el 95.64% blancos, el 0.17% eran afroamericanos, el 0% eran amerindios, el 0.87% eran asiáticos, el 0% eran isleños del Pacífico, el 1.92% eran de otras razas y el 1.39% pertenecían a dos o más razas. Del total de la población el 3.14% eran hispanos o latinos de cualquier raza.